# Krikor Bedros VIII Der Asdvadzadourian
Krikor Bedros VIII Der Asdvadzadourian, in italiano Gregorio Pietro VIII (Perkenik, ... – Bzoummar, 9 gennaio 1866), è stato arcivescovo titolare di Cesarea ed ottavo patriarca della Chiesa armeno-cattolica.

## Biografia
Già direttore del seminario di Bzoummar e vicario patriarcale, fu eletto patriarca alla morte del suo predecessore Hagop Bedros VII Holassian nel 1843, fu confermato dalla Santa Sede e ricevette il pallio il 25 gennaio 1844. Durante il suo patriarcato, si moltiplicarono le conversioni al cattolicesimo di molti armeni. Per questo il nuovo patriarca indirizzò i suoi sforzi nella cura pastorale del suo popolo, costruendo chiese, cappelle e scuole, aprendo un seminario minore a Tokat, elevando il livello di insegnamento dei seminaristi. Nel 1853 per la prima volta fu convocato a Bzoummar un sinodo della chiesa armeno-cattolica dove furono discussi i principali problemi della comunità e furono decise alcune importanti riforme in ambito liturgico, canonico e pastorale. Durante il sinodo il patriarca ordinò cinque nuovi vescovi, segno della vitalità della chiesa e dell'aumento del numero degli aderenti.

## Genealogia episcopale e successione apostolica
La genealogia episcopale è:
- Patriarca Krikor Bedros VI Jeranian
- Patriarca Krikor Bedros VIII Der Asdvadzadourian

La successione apostolica è:
- Vescovo Paul Acderian (Etarian) (1849)
- Arcivescovo Giacomo Bahtiarian (1850)
- Vescovo Giovanni Hagian (1850)
- Vescovo Michel Alexandrian (1855)
- Arcivescovo Gabriele Chachathian (Sciasciatian)  (1855)
- Arcivescovo Arsenio Avak-Wartan Angiarakian (1859)
- Vescovo Grégoire (Krikor) Balitian (1861)
- Arcivescovo Léon Korkoruni (1861)
- Arcivescovo Melchiorre Nazarian (1864)
- Arcivescovo Basilio Gasparian (1864)
- Arcivescovo Jean Placido Kasangian (Casangian) (1864)